# Campeonato Mundial de Natação em Piscina Curta de 2014 - 100 m livre masculino
A prova dos 100 metros nado livre masculino do Campeonato Mundial de Natação em Piscina Curta de 2014 foi disputado entre 6 e 7 de dezembro no Centro Aquático Aspire Sports Complex em Doha.

## Recordes
Antes desta competição, os recordes mundiais e do campeonato nesta prova eram os seguintes:
|    | Nome             | Nacionalidade | Tempo | Local  | Data                   |
| -- | ---------------- | ------------- | ----- | ------ | ---------------------- |
| WR | Amaury Leveaux   | França        | 44.94 | Rijeka | 13 de dezembro de 2008 |
| CR | Vladimir Morozov | Rússia        | 45.51 | Doha   | 3 de dezembro de 2014  |

## Medalhistas
| Ouro              | Prata                  | Bronze              |
| César Cielo (BRA) | Florent Manaudou (FRA) | Danila Izotov (RUS) |

## Resultados

### Eliminatórias
As eliminatórias ocorreram dia 6 de dezembro.  
| Colocação | Bateria | Raia | Nome                  | Nacionalidade                   | Tempo   | Notas     |
| --------- | ------- | ---- | --------------------- | ------------------------------- | ------- | --------- |
| 1         | 16      | 4    | César Cielo           | Brasil                          | 46.50   | Q         |
| 2         | 15      | 4    | Ning Zetao            | China                           | 46.76   | Q, AS, WD |
| 3         | 17      | 2    | João de Lucca         | Brasil                          | 46.84   | Q         |
| 4         | 15      | 5    | Tommaso D'Orsogna     | Austrália                       | 46.88   | Q         |
| 5         | 16      | 5    | Cameron McEvoy        | Austrália                       | 46.89   | Q         |
| 6         | 17      | 5    | Danila Izotov         | Rússia                          | 47.00   | Q         |
| 7         | 17      | 0    | Pieter Timmers        | Bélgica                         | 47.05   | Q         |
| 8         | 16      | 6    | Mehdy Metella         | França                          | 47.26   | Q         |
| 9         | 17      | 3    | Katsumi Nakamura      | Japão                           | 47.32   | Q         |
| 10        | 17      | 4    | Florent Manaudou      | França                          | 47.38   | Q         |
| 11        | 16      | 3    | Jimmy Feigen          | Estados Unidos                  | 47.40   | Q         |
| 12        | 17      | 6    | Shinri Shioura        | Japão                           | 47.45   | Q         |
| 13        | 16      | 2    | Luca Dotto            | Itália                          | 47.68   | Q         |
| 14        | 15      | 6    | Leith Shankland       | África do Sul                   | 47.72   | Q         |
| 15        | 15      | 2    | Hanser García         | Cuba                            | 47.73   | Q         |
| 16        | 15      | 1    | Brett Fraser          | Ilhas Caimã                     | 47.81   | Q         |
| 17        | 14      | 0    | Conor Dwyer           | Estados Unidos                  | 47.86   | Q         |
| 18        | 14      | 6    | Alexandre Haldemann   | Suíça                           | 47.91   |           |
| 19        | 13      | 1    | Cristian Quintero     | Venezuela                       | 47.92   |           |
| 20        | 16      | 8    | Federico Grabich      | Argentina                       | 47.97   |           |
| 21        | 16      | 1    | Ben Proud             | Reino Unido                     | 48.01   |           |
| 22        | 14      | 9    | Péter Holoda          | Hungria                         | 48.02   |           |
| 23        | 15      | 7    | Mindaugas Sadauskas   | Lituânia                        | 48.04   |           |
| 24        | 15      | 0    | Ben Hockin            | Paraguai                        | 48.10   |           |
| 25        | 17      | 8    | Sahnoune Ouassama     | Argélia                         | 48.21   |           |
| 26        | 14      | 1    | Clayton Jimmie        | África do Sul                   | 48.22   |           |
| 27        | 15      | 3    | Nikita Konovalov      | Rússia                          | 48.23   |           |
| 28        | 13      | 5    | Ryan Pini             | Papua-Nova Guiné                | 48.24   |           |
| 29        | 14      | 7    | Radovan Siljevski     | Sérvia                          | 48.35   |           |
| 30        | 14      | 2    | Daniel Carranza       | México                          | 48.38   |           |
| 31        | 15      | 8    | Marco di Carli        | Alemanha                        | 48.42   |           |
| 32        | 13      | 6    | Roy-Allan Burch       | Bermudas                        | 48.56   |           |
| 33        | 14      | 4    | Pjotr Degtjarjov      | Estónia                         | 48.63   |           |
| 34        | 14      | 3    | David Gamburg         | Israel                          | 48.65   |           |
| 35        | 16      | 0    | Yu Hexin              | China                           | 48.69   |           |
| 35        | 17      | 9    | Ivan Levaj            | Croácia                         | 48.69   |           |
| 37        | 14      | 5    | Frederik Pedersen     | Dinamarca                       | 48.79   |           |
| 38        | 13      | 3    | Matias Aguilera       | Argentina                       | 48.93   |           |
| 39        | 13      | 4    | Marius Radu           | Roménia                         | 48.99   |           |
| 40        | 13      | 7    | Julien Henx           | Luxemburgo                      | 49.28   |           |
| 41        | 13      | 0    | Povilas Strazdas      | Lituânia                        | 49.33   |           |
| 42        | 15      | 9    | Nazim Belkhodja       | Argélia                         | 49.37   |           |
| 43        | 12      | 4    | Wang Yu-lian          | Taipé Chinesa                   | 49.51   |           |
| 44        | 13      | 9    | Bogdan Plavin         | Ucrânia                         | 49.65   |           |
| 45        | 13      | 8    | Charles Hockin        | Paraguai                        | 49.66   |           |
| 46        | 10      | 5    | Oliver Elliot         | Chile                           | 49.67   |           |
| 47        | 11      | 8    | Matthew Abeysinghe    | Sri Lanka                       | 49.75   |           |
| 48        | 12      | 1    | Hüseyin Sakçı         | Turquia                         | 49.76   |           |
| 49        | 12      | 6    | Khurshidjon Tursunov  | Uzbequistão                     | 50.06   |           |
| 50        | 11      | 2    | Stanislav Karnaukhov  | Quirguistão                     | 50.26   |           |
| 51        | 10      | 8    | Matthew Zammit        | Malta                           | 50.31   |           |
| 51        | 11      | 4    | Henri Reinsalu        | Estónia                         | 50.31   |           |
| 53        | 11      | 5    | Riku Poytakivi        | Finlândia                       | 50.37   |           |
| 54        | 12      | 5    | Ng Chun Nam Derick    | Hong Kong                       | 50.48   |           |
| 55        | 11      | 1    | Jevon Atkinson        | Jamaica                         | 50.57   |           |
| 56        | 12      | 0    | Mikel Schreuders      | Aruba                           | 50.58   |           |
| 57        | 9       | 6    | Nico Campbell         | Jamaica                         | 50.65   |           |
| 58        | 9       | 1    | Winter Heaven         | Samoa                           | 50.67   |           |
| 59        | 10      | 4    | Abdoul Niane          | Senegal                         | 50.69   |           |
| 60        | 10      | 6    | Mathieu Marquet       | Ilhas Maurícias                 | 50.73   |           |
| 60        | 12      | 7    | Chang Kuo-chi         | Taipé Chinesa                   | 50.73   |           |
| 62        | 9       | 0    | Peter Wetzlar         | Zimbabwe                        | 50.78   |           |
| 63        | 12      | 3    | Khader Baqlah         | Jordânia                        | 50.83   |           |
| 64        | 11      | 6    | Kristofer Sigurðsson  | Islândia                        | 50.93   |           |
| 64        | 12      | 9    | Irakli Revishvili     | Geórgia                         | 50.93   |           |
| 66        | 12      | 8    | Daniil Tulupov        | Uzbequistão                     | 50.94   |           |
| 66        | 13      | 2    | Renzo Tjon-A-Joe      | Suriname                        | 50.94   |           |
| 68        | 12      | 2    | Zuhayr Pigot          | Suriname                        | 50.97   |           |
| 69        | 11      | 7    | Mohammed Madouh       | Kuwait                          | 51.00   |           |
| 70        | 9       | 2    | Raoul Stafrace        | Malta                           | 51.09   |           |
| 71        | 9       | 5    | Rodrigo Suriano       | El Salvador                     | 51.10   |           |
| 72        | 9       | 8    | Ivan Andrianov        | Azerbaijão                      | 51.22   |           |
| 73        | 10      | 2    | Isaac Beitia          | Panamá                          | 51.28   |           |
| 74        | 10      | 3    | Matias Pinto          | Chile                           | 51.29   |           |
| 75        | 11      | 0    | Sooud Al-Tayyar       | Kuwait                          | 51.40   |           |
| 76        | 11      | 9    | Kevin Avila Soto      | Guatemala                       | 51.53   |           |
| 77        | 10      | 9    | Jeremy Kostons        | Curaçau                         | 51.68   |           |
| 78        | 10      | 7    | Arnel Dudić           | Bósnia e Herzegovina            | 51.76   |           |
| 79        | 8       | 7    | Galvez Capriles       | República Dominicana            | 51.83   |           |
| 80        | 8       | 1    | Meli Malani           | Fiji                            | 52.01   |           |
| 81        | 14      | 0    | Bradley Vincent       | Ilhas Maurícias                 | 52.02   |           |
| 82        | 11      | 0    | Chad Idensohn         | Zimbabwe                        | 52.07   |           |
| 83        | 9       | 0    | Vahan Mkhitaryan      | Armênia                         | 52.13   |           |
| 84        | 8       | 0    | Farhan Saleh          | Bahrein                         | 52.22   |           |
| 85        | 6       | 0    | Stanford Kawale       | Papua-Nova Guiné                | 52.45   |           |
| 86        | 9       | 0    | Axel Ngui             | Filipinas                       | 52.50   |           |
| 87        | 8       | 0    | Cherantha de Silva    | Sri Lanka                       | 52.58   |           |
| 88        | 10      | 0    | Alexandre Bakhtiarov  | Chipre                          | 52.61   |           |
| 89        | 5       | 0    | Abel Fazekas          | Azerbaijão                      | 52.63   |           |
| 90        | 6       | 0    | Noah Mascoll-Gomes    | Antígua e Barbuda               | 52.65   |           |
| 90        | 8       | 0    | Mahmoud Daaboul       | Líbano                          | 52.65   |           |
| 92        | 6       | 0    | Patrick Groters       | Aruba                           | 52.66   |           |
| 93        | 8       | 0    | David van der Colff   | Botswana                        | 52.67   |           |
| 94        | 7       | 0    | Jim Sanderson         | Gibraltar                       | 52.70   |           |
| 94        | 7       | 0    | Aldo Castillo         | Bolívia                         | 52.70   |           |
| 96        | 7       | 0    | Rafael Sta            | Filipinas                       | 52.95   |           |
| 97        | 9       | 0    | Gavin Lewis           | Tailândia                       | 53.16   |           |
| 98        | 7       | 0    | Faraj Saleh           | Bahrein                         | 53.20   |           |
| 99        | 7       | 0    | Mark Burnley          | Curaçau                         | 53.54   |           |
| 100       | 10      | 0    | Maksim Bakharev       | Quirguistão                     | 53.59   |           |
| 101       | 7       | 0    | Omar Hesham           | Catar                           | 53.62   |           |
| 102       | 6       | 0    | Jesús Monge           | Peru                            | 53.71   |           |
| 103       | 8       | 0    | Adam Allouche         | Líbano                          | 53.81   |           |
| 104       | 7       | 0    | Alex Sobers           | Barbados                        | 53.86   |           |
| 105       | 7       | 0    | Dulguun Batsaikhan    | Mongólia                        | 54.10   |           |
| 106       | 5       | 0    | Cristian Santi        | San Marino                      | 54.26   |           |
| 107       | 8       | 0    | Christian Nikles      | Brunei                          | 54.27   |           |
| 108       | 6       | 0    | Zandanbal Gunsennorov | Mongólia                        | 54.49   |           |
| 109       | 4       | 2    | Kitso Matija          | Botswana                        | 54.52   |           |
| 110       | 5       | 4    | González Leonardo     | Honduras                        | 54.58   |           |
| 111       | 6       | 7    | Dean Hoffman          | Seicheles                       | 54.72   |           |
| 112       | 6       | 6    | Christopher Duenas    | Guam                            | 54.74   |           |
| 113       | 8       | 0    | Miguel Mena           | Nicarágua                       | 54.79   |           |
| 114       | 4       | 7    | Giordan Harris        | Ilhas Marshall                  | 54.84   |           |
| 115       | 7       | 8    | Franci Aleksi         | Albânia                         | 55.17   |           |
| 116       | 3       | 5    | Valdo Laurenco        | Moçambique                      | 55.20   |           |
| 117       | 5       | 5    | Gianluca Pasolini     | San Marino                      | 55.52   |           |
| 118       | 6       | 5    | Ahmed Atari           | Catar                           | 55.55   |           |
| 119       | 4       | 3    | Andrew Hopkin         | Granada                         | 55.57   |           |
| 120       | 5       | 9    | J'Air Smith           | Antígua e Barbuda               | 55.60   |           |
| 121       | 4       | 6    | Matthew Shone         | Zâmbia                          | 55.03   |           |
| 122       | 5       | 8    | Nikolas Sylvester     | São Vicente e Granadinas        | 55.95   |           |
| 122       | 6       | 3    | Guillermo López       | Nicarágua                       | 55.95   |           |
| 124       | 4       | 5    | Ahmed Al-Mutairy      | Iraque                          | 56.10   |           |
| 125       | 5       | 7    | Syed Javaid           | Paquistão                       | 56.21   |           |
| 126       | 6       | 0    | Brandon Schuster      | Samoa                           | 56.38   |           |
| 127       | 3       | 3    | Ibrahim Nishwan       | Maldivas                        | 56.81   |           |
| 128       | 5       | 2    | Rony Bakale           | República do Congo              | 56.85   |           |
| 129       | 4       | 4    | Karl Pardo            | Gibraltar                       | 57.03   |           |
| 130       | 3       | 4    | Sirish Gurung         | Nepal                           | 57.15   |           |
| 130       | 3       | 6    | Tanner Poppe          | Guam                            | 57.15   |           |
| 132       | 4       | 0    | Temaruata Strickland  | Ilhas Cook                      | 57.71   |           |
| 133       | 5       | 1    | Mamadou Soumaré       | Mali                            | 57.93   |           |
| 134       | 5       | 0    | Kwesi Jackson         | Gana                            | 58.16   |           |
| 134       | 2       | 3    | Adam Moncherry        | Seicheles                       | 58.22   |           |
| 136       | 2       | 4    | Tongli Panuve         | Tonga                           | 58.46   |           |
| 137       | 3       | 0    | Dionisio Augustine    | Estados Federados da Micronésia | 58.59   |           |
| 138       | 2       | 6    | Miraj Prajapati       | Nepal                           | 58.64   |           |
| 139       | 3       | 8    | Shawn Dingilius       | Palau                           | 59.05   |           |
| 140       | 4       | 1    | Aleksander Ngresi     | Albânia                         | 59.26   |           |
| 141       | 4       | 9    | Omar Adams            | Guiana                          | 59.33   |           |
| 142       | 2       | 5    | Takumi Sugie          | Marianas Setentrionais          | 59.38   |           |
| 143       | 3       | 2    | Umarkhon Alizoda      | Tajiquistão                     | 59.90   |           |
| 144       | 3       | 1    | Aliasger Karimjee     | Tanzânia                        | 59.98   |           |
| 145       | 3       | 9    | Storm Hablich         | São Vicente e Granadinas        | 1:00.81 |           |
| 146       | 2       | 0    | Christian Villacrusis | Marianas Setentrionais          | 1:00.88 |           |
| 147       | 3       | 7    | Billy-Scott Irakoze   | Burundi                         | 1:01.54 |           |
| 148       | 2       | 7    | Pathana Inthavong     | Laos                            | 1:01.66 |           |
| 149       | 2       | 1    | Idriss Mutankabandi   | Burundi                         | 1:03.60 |           |
| 150       | 2       | 8    | Andrew Fowler         | Guiana                          | 1:04.48 |           |
| 151       | 1       | 4    | Faridun Navruzov      | Tajiquistão                     | 1:05.33 |           |
| 152       | 1       | 3    | Rayane Alognisso      | Benim                           | 1:14.67 |           |
| —         | 1       | 5    | Jynior Ndinga         | República do Congo              |         | DNS       |
| —         | 2       | 2    | Apostolos Christou    | Grécia                          |         | DNS       |
| —         | 4       | 8    | Atta Atta             | Costa do Marfim                 |         | DNS       |
| —         | 7       | 3    | Ahmed Al-Hosani       | Emirados Árabes Unidos          |         | DNS       |
| —         | 8       | 3    | Kitiphat Popimnan     | Tailândia                       |         | DNS       |
| —         | 9       | 4    | Marcelo Acosta        | El Salvador                     |         | DNS       |
| —         | 16      | 7    | Dominik Kozma         | Hungria                         |         | DNS       |
| —         | 16      | 9    | Ari-Pekka Liukkonen   | Finlândia                       |         | DNS       |
| —         | 17      | 1    | Luca Leonardi         | Itália                          |         | DNS       |
| —         | 17      | 7    | Steffen Deibler       | Alemanha                        |         | DNS       |

### Semifinal
A semifinal  ocorreu dia 6 de dezembro. 

#### Semifinal 1
| Colocação | Raia | Nome             | Nacionalidade  | Tempo | Notas |
| --------- | ---- | ---------------- | -------------- | ----- | ----- |
| 1         | 4    | João de Lucca    | Brasil         | 46.29 | Q     |
| 2         | 5    | Cameron McEvoy   | Austrália      | 46.68 | Q     |
| 3         | 3    | Pieter Timmers   | Bélgica        | 46.82 | Q     |
| 4         | 6    | Katsumi Nakamura | Japão          | 47.11 |       |
| 5         | 7    | Luca Dotto       | Itália         | 47.26 |       |
| 6         | 2    | Jimmy Feigen     | Estados Unidos | 47.44 |       |
| 7         | 1    | Hanser García    | Cuba           | 47.59 |       |
| 8         | 8    | Conor Dwyer      | Estados Unidos | 48.16 |       |

#### Semifinal 2
| Colocação | Raia | Nome              | Nacionalidade | Tempo | Notas |
| --------- | ---- | ----------------- | ------------- | ----- | ----- |
| 1         | 4    | César Cielo       | Brasil        | 46.21 | Q     |
| 2         | 2    | Florent Manaudou  | França        | 46.37 | Q     |
| 3         | 5    | Tommaso D'Orsogna | Austrália     | 46.40 | Q     |
| 4         | 3    | Danila Izotov     | Rússia        | 46.45 | Q     |
| 5         | 7    | Shinri Shioura    | Japão         | 46.70 | Q, AS |
| 6         | 6    | Mehdy Metella     | França        | 47.08 |       |
| 7         | 1    | Leith Shankland   | África do Sul | 47.46 |       |
| 8         | 8    | Brett Fraser      | Ilhas Caimã   | 48.00 |       |

### Final
A final teve sua disputa realizada em 7 de dezembro. 
| Colocação         | Raia | Nome              | Nacionalidade | Tempo | Notas |
| ----------------- | ---- | ----------------- | ------------- | ----- | ----- |
| Medalha de ouro   | 4    | César Cielo       | Brasil        | 45.75 |       |
| Medalha de prata  | 3    | Florent Manaudou  | França        | 45.81 |       |
| Medalha de bronze | 2    | Danila Izotov     | Rússia        | 46.09 |       |
| 4                 | 6    | Tommaso D'Orsogna | Austrália     | 46.13 |       |
| 5                 | 7    | Cameron McEvoy    | Austrália     | 46.66 |       |
| 6                 | 8    | Pieter Timmers    | Bélgica       | 46.90 |       |
| 7                 | 5    | João de Lucca     | Brasil        | 47.05 |       |
| 8                 | 1    | Shinri Shioura    | Japão         | 47.38 |       |

Legenda
| Recorde mundial       | Recorde mundial (World record)               |                       | Recorde africano                      | Recorde africano (African) |                                           | Q | Classificado por posição (Qualified) |
| Recorde do campeonato | Recorde do campeonato (Championship record)  | Recorde da América    | Recorde da América (Americas)         | q                          | Classificado por melhor tempo (Qualified) |   |                                      |
| Melhor marca do ano   | Melhor marca do ano (World leading)          | Recorde asiático      | Recorde asiático (Asian)              | DNS                        | Não largou (Did not start)                |   |                                      |
| Recorde nacional      | Recorde nacional (National record)           | Recorde europeu       | Recorde europeu (European)            | DNF                        | Não terminou (Did not finish)             |   |                                      |
| Recorde pessoal       | Recorde pessoal do atleta (Personal best)    | Recorde da Oceania    | Recorde da Oceania (Oceania)          | DSQ / DQ                   | Desclassificado (Disqualified)            |   |                                      |
| Recorde da temporada  | Recorde da temporada do atleta (Season best) | Recorde sul-americano | Recorde sul-americano (South America) | NM                         | Sem marca (No mark)                       |   |                                      |